# The Luxury Gap
The Luxury Gap är ett musikalbum av den brittiska gruppen Heaven 17 från 1983. Det var gruppens andra album och blev deras största framgång med en 4:e placering på den engelska albumlistan. Albumet certifierades med en guldskiva i Storbritannien.
Från albumet blev singeln "Temptation"  en stor framgång med en 2:a plats på singellistan. Uppföljaren "Come Live With Me" nådde 5:e plats på listan och tredje singeln "Crushed by the Wheels of Industry" plats 17. "Let me Go" släpptes som singel 1982 och missade knappt topp 40.
2006 återutgavs albumet på CD med bonuslåtar. År 2011 framförde gruppen för första gången någonsin albumet live i sin helhet.

## Låtlista
1. Crushed By The Wheels Of Industry
2. Who'll Stop The Rain
3. Let Me Go
4. Key To The World
5. Temptation
6. Come Live With Me
7. Lady Ice And Mr Hex
8. We Live So Fast
9. The Best Kept Secret
10. Let Me Go (Extended Mix) — Bonusspår på CD-utgåvan (2006)
11. Who'll Stop The Rain (dub) — Bonusspår på CD-utgåvan (2006)
12. Crushed By The Wheels Of Industry (part 1 and 2) — Bonusspår på CD-utgåvan (2006)
13. Come Live With Me (12" Version) — Bonusspår på CD-utgåvan (2006)